# 25 de fevereiro nos Jogos Olímpicos de Inverno de 2010
O dia 25 de fevereiro foi o décimo quarto dia de competições dos Jogos Olímpicos de Inverno de 2010. Neste dia foram disputadas competições de sete esportes e realizadas seis finais. Foi o último dia de competições do combinado nórdico, do esqui estilo livre e da patinação artística, que ainda terá a apresentação de gala em 27 de fevereiro.

## Esportes
| - Combinado nórdico - Curling - Esqui alpino - Esqui cross-country | - Esqui estilo livre - Hóquei no gelo - Patinação artística |

## Resultados

### Combinado nórdico
Na última competição do esporte em Vancouver, a de individual pista longa, os americanos Bill Demong e Johnny Spillane ficaram respectivamente com o ouro e a prata após as duas etapas, salto e cross-country. O austríaco Bernhard Gruber, que havia tido o melhor desempenho na primeira etapa, ficou com o bronze.

### Curling
Nas semifinais dos torneios, o Canadá se classificou para as duas decisões, vencendo a Suíça no feminino por 9 a 5 e a Suécia no masculino por 6 a 3. A final feminina repetirá a decisão de quatro anos antes, na qual a Suécia (que derrotou a China por 9 a 4 nesta semifinal) ficou com o ouro após derrotar as canadenses. No masculino, a equipe anfitriã enfrentará a Noruega, que venceu a Suíça por 7 a 5.

### Esqui alpino
Na segunda descida do slalom gigante feminino, adiada do dia 24 devido ao mau tempo, a alemã Viktoria Rebensburg ficou com o ouro, com o tempo acumulado de 2min27s15. A eslovena Tina Maze conquistou a prata e a austríaca Elisabeth Goergl, que havia ficado com o melhor tempo na primeira descida, ganhou o bronze.

### Esqui cross-country
Na prova do revezamento feminino, a equipe da Noruega venceu com o tempo de 55min19s5. Marit Bjørgen, última atleta a competir pela equipe, conquistou sua terceira medalha de ouro em Vancouver. A medalha de prata ficou com a equipe da Alemanha e a de bronze com a Finlândia.

### Esqui estilo livre
A Bielorrússia conquistou sua primeira medalha de ouro na história dos Jogos Olímpicos de Inverno com Alexei Grishin, campeão do aerials. Além da conquista inédita, essa medalha fez com que o país já obtivesse sua melhor participação em Jogos de Inverno. A medalha de prata ficou com o americano Jeret Peterson e o bronze com o chinês Zhongqing Liu.

### Hóquei no gelo
Na disputa do terceiro lugar do torneio feminino, a Finlândia derrotou a Suécia na prorrogação e ficou com a medalha de bronze. Na final, o esperado confronto entre Canadá e Estados Unidos terminou com vitória da seleção anfitriã por 2 a 0, com ambos os gols marcados por Marie-Philip Poulin.

### Patinação artística
O programa livre do evento individual feminino, as três primeiras posições ficaram inalteradas em relação ao programa curto. O ouro foi para a sul-coreana Kim Yu-Na, a prata para a japonesa Mao Asada e o bronze para a canadense Joannie Rochette.

## Campeões do dia
Esses foram os "campeões" (medalhistas de ouro) do dia:
| Medalhas de ouro    | Medalhas de ouro            | Medalhas de ouro                                                       | Medalhas de ouro   | Medalhas de ouro |
| Modalidades         | Categoria                   | Atleta (s)                                                             | País               | Ref.             |
| ------------------- | --------------------------- | ---------------------------------------------------------------------- | ------------------ | ---------------- |
| Combinado nórdico   | Individual pista longa      | Bill Demong                                                            | USA Estados Unidos | [ 1 ]            |
| Esqui alpino        | Slalom gigante feminino     | Viktoria Rebensburg                                                    | GER Alemanha       | [ 4 ]            |
| Esqui cross-country | Revezamento 4x5 km feminino | Vibeke Skofterud Kristin Stoermer Steira Marit Bjoergen Therese Johaug | NOR Noruega        | [ 5 ]            |
| Esqui estilo livre  | Aerials masculino           | Alexei Grishin                                                         | BLR Bielorrússia   | [ 6 ]            |
| Hóquei no gelo      | Feminino                    | Seleção nacional                                                       | CAN Canadá         | [ 8 ]            |
| Patinação artística | Individual feminino         | Yu-Na Kim                                                              | KOR Coreia do Sul  | [ 9 ]            |

## Líderes do quadro de medalhas ao final do dia 25
País sede destacado. Ver quadro completo.
| Ordem | País               | Medalha de ouro | Medalha de prata | Medalha de bronze |    |
| ----- | ------------------ | --------------- | ---------------- | ----------------- | -- |
| 1     | USA Estados Unidos | 8               | 12               | 12                | 32 |
| 2     | GER Alemanha       | 8               | 11               | 7                 | 26 |
| 3     | CAN Canadá         | 8               | 6                | 3                 | 17 |
| 4     | NOR Noruega        | 7               | 6                | 6                 | 19 |
| 5     | KOR Coreia do Sul  | 6               | 4                | 1                 | 11 |